# Скрастиньш, Карлис
Ка́рлис Ма́ртинович Скра́стиньш (латыш. Kārlis Skrastiņš; 9 июля 1974, Рига — 7 сентября 2011, Туношна, Ярославская область) — латвийский хоккеист. Амплуа — защитник.

## Биография
На драфте НХЛ 1998 года был выбран в 9-м раунде под общим 230 номером клубом «Нэшвилл Предаторз». 30 июня 2003 года был обменян в «Колорадо Эвеланш». В феврале 2008 года обменян во «Флориду Пантерз». Перед началом сезона 2009/10 перешёл в «Даллас Старз».
С 18 февраля 2000 года по 26 февраля 2007 года выходил на лёд во всех 495 матчах своих команд («Нэшвилл Предаторз» и «Колорадо Эвеланш»), установив по этому показателю рекорд НХЛ среди защитников. Карлис побил достижение Тима Хортона, державшееся с 1968 года (486 матчей подряд). Получил за свой рекорд прозвище «Железный человек» (англ. Ironman). Абсолютный рекорд НХЛ по количеству матчей подряд принадлежит Дугу Джарвису и равняется 964 матчам (1975—1987). Джарвис не пропустил ни одного матча за всю свою карьеру в НХЛ.
В 2011 году был назначен капитаном сборной Латвии.
Должен был играть в КХЛ за команду «Локомотив» Ярославль, но успел сыграть только в предсезонных матчах. Погиб в возрасте 37-ми лет вместе с командой 7 сентября 2011 года при взлёте самолёта с ярославского аэропорта. Похоронен в Риге на Лесном кладбище.

## Личная жизнь
Был женат. У него были две дочери: Каролина и Лаурена. На момент гибели Карлиса его жена Зана ждала третьего ребёнка. Третья дочь Вивианна родилась 16 февраля 2012 года.

## Память
В Риге планируют построить памятник в честь Карлиса

## Статистика
```
                                            --- Regular Season ---  ---- Playoffs ----
Season   Team                        Lge    GP    G    A  Pts  PIM  GP   G   A Pts PIM
--------------------------------------------------------------------------------------
1992-93  Pardaugava Riga             Rus    40    3    5    8   16
1993-94  Pardaugava Riga             Rus    42    7    5   12   18
1994-95  Pardaugava Riga             Rus    52    4   14   18   69  --  --  --  --  --
1995-96  TPS Turku                   FNL    50    4   11   15   32  11   2   2   4  10
1996-97  TPS Turku                   FNL    50    2    8   10   20  --  --  --  --  --
1997-98  TPS Turku                   FNL    48    4   15   19   67   4   0   0   0   0
1998-99  Nashville Predators         NHL     2    0    1    1    0  --  --  --  --  --
1998-99  Milwaukee Admirals          IHL    75    8   36   44   47   2   0   1   1   2
1999-00  Milwaukee Admirals          IHL    19    3    8   11   10  --  --  --  --  --
1999-00  Nashville Predators         NHL    59    5    6   11   20  --  --  --  --  --
2000-01  Nashville Predators         NHL    82    1   11   12   30  --  --  --  --  --
2001-02  Nashville Predators         NHL    82    4   13   17   36  --  --  --  --  --
2002-03  Nashville Predators         NHL    82    3   10   13   44  --  --  --  --  --
2003-04  Colorado Avalanche          NHL    82    5    8   13   26  11   0   2   2   2
2005-06  Colorado Avalanche          NHL    82    3   11   14   65   9   0   1   1  10
2006-07  Colorado Avalanche          NHL    68    0   11   11   50  --  --  --  --  --
2007-08  Colorado Avalanche          NHL    43    1    3    4   20  --  --  --  --  --
2007-08  Florida Panthers            NHL    17    1    0    1   12  --  --  --  --  --
2008-09  Florida Panthers            NHL    80    4   14   18   30  --  --  --  --  --
2009-10  Dallas Stars                NHL    79    2   11   13   24  --  --  --  --  --
--------------------------------------------------------------------------------------
         NHL Totals                        832   32   104  136  375  20   0   3   3  12

```